# 运城文庙敬一亭
运城文庙敬一亭位于中国山西省运城市盐湖区东城街道东郊社区红旗东街318号，为建于明代的古建筑。2015年6月8日，公布为第二批运城市文物保护单位。原位于运城中学西校区内，现为河东博物馆门楼。